# 2022년 동계 올림픽 쇼트트랙 남자 1000m
2022년 동계 올림픽 쇼트트랙 남자 1000m는 2022년 2월 5일부터 2월 7일까지 중화인민공화국 베이징 국가 스피드 스케이팅 체육장에서 진행되었다. 예선은 2월 5일에, 준준결선부터 결선까지는 2월 7일에 열렸다. 경기 결과, 중화인민공화국의 런쯔웨이와 리원룽이 금메달과 은메달을, 헝가리의 류 사오앙이 동메달을 차지했다.

## 출전권 예선
지난 대회 우승자인 사뮈엘 지라르는 이번 대회에 참가하지 않았다. 은메달리스트 존헨리 크루거는 올림픽 출전권을 따냈으나, 미국이 아닌 헝가리 국가대표로 나서게 되었다. 동메달리스트 서이라도 예선에 진출하였다.
2021년 세계 쇼트트랙 선수권대회 1000m 종목 우승자는 헝가리의 류 사오린 샨도르였다. 같은 대회에서 류 사오앙이 은메달을, 피에트로 시겔이 동메달을 차지했다. 2021-22 ISU 쇼트트랙 월드컵 1000m 종목에서는 파스칼 디옹이 우승, 세계기록 보유자 황대헌이 2등, 이츠학 더 라트가 3등을 차지했다.

## 기록
이번 대회 이전의 세계기록과 올림픽 기록은 다음과 같았다.
| 유형 | 선수              | 기록     | 장소                | 날짜             |
| ---- | ----------------- | -------- | ------------------- | ---------------- |
|      | 황대헌 (KOR)      | 1:20.875 | 미국 솔트레이크시티 | 2016년 11월 12일 |
|      | 샤를 아믈랭 (CAN) | 1:23.407 | 대한민국 강릉       | 2018년 2월 13일  |

경기 종료 후 다음과 같은 신기록이 세워졌다.
| 날짜    | 라운드   | 선수   | 국가     | 시간     | 기록 | 출처  |
| ------- | -------- | ------ | -------- | -------- | ---- | ----- |
| 2월 5일 | 예선 5조 | 황대헌 | 대한민국 | 1:23.042 | OR   | [ 1 ] |

## 결과

### 예선
Q – 준준결승에 진출
ADV – 피반칙으로 진출
PEN – 페널티
| 순위 | 조 | 이름                    | 국가                 | 시간     | 비고  |
| ---- | -- | ----------------------- | -------------------- | -------- | ----- |
| 1    | 1  | 박장혁                  | 대한민국             | 1:24.081 | Q     |
| 2    | 1  | 앤드루 허               | 미국                 | 1:24.106 | Q     |
| 3    | 1  | 이츠학 더 라트          | 네덜란드             | 1:24.332 | ADV   |
| 4    | 1  | 나일 트레이시           | 영국                 | 1:32.243 |       |
| 1    | 2  | 런쯔웨이                | 중화인민공화국       | 1:23.772 | Q     |
| 2    | 2  | 캉탱 페르코크           | 프랑스               | 1:23.917 | Q     |
| 3    | 2  | 옌스 판트 바우트        | 네덜란드             | 1:23.946 |       |
| 4    | 2  | 패럴 트레이시           | 영국                 | 1:24.935 |       |
| 1    | 3  | 우다징                  | 중화인민공화국       | 1:23.927 | Q     |
| 2    | 3  | 조르당 피에르질         | 캐나다               | 1:24.067 | Q     |
| 3    | 3  | 세묜 옐리스트라토프     | 러시아 올림픽 위원회 | 1:24.077 |       |
| 4    | 3  | 미야타 쇼고             | 일본                 | 1:24.367 |       |
| 1    | 4  | 이준서                  | 대한민국             | 1:24.698 | Q     |
| 2    | 4  | 파스칼 디옹             | 캐나다               | 1:24.771 | Q     |
| 3    | 4  | 아딜 갈리아흐메토프     | 카자흐스탄           | 1:24.855 |       |
| 4    | 4  | 블라디슬라브 비카노브   | 이스라엘             | 1:24.875 |       |
| 1    | 5  | 황대헌                  | 대한민국             | 1:23.042 | Q, OR |
| 2    | 5  | 싱키 크네흐트           | 네덜란드             | 1:23.097 | Q     |
| 3    | 5  | 리원룽                  | 중화인민공화국       | 1:23.140 | Q     |
| 4    | 5  | 세바스티앵 르파프       | 프랑스               | 1:26.069 |       |
| 1    | 6  | 존헨리 크루거           | 헝가리               | 1:25.236 | Q     |
| 2    | 6  | 푸르칸 아카르           | 튀르키예             | 1:25.462 | Q     |
| 3    | 6  | 요시나가 가즈키         | 일본                 | 1:25.574 | ADV   |
|      | 6  | 데니스 아이라페탼       | 러시아 올림픽 위원회 |          | PEN   |
| 1    | 7  | 류 사오린 샨도르        | 헝가리               | 1:25.262 | Q     |
| 2    | 7  | 라이언 피비로토         | 미국                 | 1:54.437 | Q     |
| 3    | 7  | 피에트로 시겔           | 이탈리아             | 2:10.039 | ADV   |
|      | 7  | 스테인 데스멋           | 벨기에               |          | PEN   |
| 1    | 8  | 류 사오앙               | 헝가리               | 1:23.796 | Q     |
| 2    | 8  | 브렌던 커리             | 오스트레일리아       | 1:23.908 | Q     |
| 3    | 8  | 로베르츠 크루즈베르크스 | 라트비아             | 1:23.979 |       |
|      | 8  | 루카 슈페헨하우저       | 이탈리아             |          | PEN   |

### 준준결승
Q – 준결승에 진출
ADV – 피반칙으로 진출
PEN – 페널티
| 순위 | 조 | 이름             | 국가           | 시간     | 비고 |
| ---- | -- | ---------------- | -------------- | -------- | ---- |
| 1    | 1  | 앤드루 허        | 미국           | 1:24.603 | Q    |
| 2    | 1  | 우다징           | 중화인민공화국 | 1:33.302 | Q    |
| 3    | 1  | 박장혁           | 대한민국       | no time  | ADV  |
|      | 1  | 피에트로 시겔    | 이탈리아       |          | PEN  |
|      | 1  | 조르당 피에르질  | 캐나다         |          | PEN  |
| 1    | 2  | 이준서           | 대한민국       | 1:23.682 | Q    |
| 2    | 2  | 류 사오앙        | 헝가리         | 1:23.940 | Q    |
| 3    | 2  | 캉탱 페르코크    | 프랑스         | 1:24.411 |      |
| 4    | 2  | 파스칼 디옹      | 캐나다         | no time  |      |
|      | 2  | 요시나가 가즈키  | 일본           |          | PEN  |
| 1    | 3  | 푸르칸 아카르    | 튀르키예       | 1:25.490 |      |
| 2    | 3  | 런쯔웨이         | 중화인민공화국 | 1:34.211 |      |
| 3    | 3  | 이츠학 더 라트   | 네덜란드       | 1:42.490 | ADV  |
|      | 3  | 존헨리 크루거    | 헝가리         |          | PEN  |
|      | 3  | 브렌던 커리      | 오스트레일리아 |          | PEN  |
| 1    | 4  | 황대헌           | 대한민국       | 1:24.693 |      |
| 2    | 4  | 리원룽           | 중화인민공화국 | 1:30.550 |      |
| 3    | 4  | 류 사오린 샨도르 | 헝가리         | 1:55.248 | ADV  |
| 4    | 4  | 라이언 피비로토  | 미국           | 2:08.364 |      |
|      | 4  | 싱키 크네흐트    | 네덜란드       |          | YC   |

### 준결승
QA – 파이널 A에 진출
QB – 파이널 B에 진출
ADV – 피반칙으로 진출
PEN – 페널티
| 순위 | 조 | 이름             | 국가           | 시간     | 비고 |
| ---- | -- | ---------------- | -------------- | -------- | ---- |
| 1    | 1  | 런쯔웨이         | 중화인민공화국 | 1:26.576 | QA   |
| 2    | 1  | 리원룽           | 중화인민공화국 | 1:26.722 | QA   |
| 3    | 1  | 푸르칸 아카르    | 튀르키예       | 1:27.102 | QB   |
|      | 1  | 황대헌           | 대한민국       |          | PEN  |
|      | 1  | 박장혁           | 대한민국       | DNS      |      |
| 1    | 2  | 류 사오린 샨도르 | 헝가리         | 1:23.567 | QA   |
| 2    | 2  | 우다징           | 중화인민공화국 | 1:23.928 | QA   |
| 3    | 2  | 앤드루 허        | 미국           | 1:24.023 | QB   |
| 4    | 2  | 이츠학 더 라트   | 네덜란드       | 1:24.229 | QB   |
| 5    | 2  | 류 사오앙        | 헝가리         | 1:35.384 | ADVA |
|      | 2  | 이준서           | 대한민국       |          | PEN  |

대한민국의 박장혁 선수는 준준결승에서 어드밴스드로 준결승에 진출하였으나, 같은 경기에서 입은 손 부상 때문에 경기를 기권하였다.

### 결승

#### 결승 B조
| 순위 | 이름           | 국가     | 시간     | 비고 |
| ---- | -------------- | -------- | -------- | ---- |
| 5    | 이츠학 더 라트 | 네덜란드 | 1:35.925 |      |
| 6    | 푸르칸 아카르  | 튀르키예 | 1:36.052 |      |
| 7    | 앤드루 허      | 미국     | 1:36.140 |      |

#### 결승 A조
| 순위 | 이름             | 국가           | 시간     | 비고 |
| ---- | ---------------- | -------------- | -------- | ---- |
| 1    | 런쯔웨이         | 중화인민공화국 | 1:26.768 |      |
| 2    | 리원룽           | 중화인민공화국 | 1:29.917 |      |
| 3    | 류 사오앙        | 헝가리         | 1:35.693 |      |
| 4    | 우다징           | 중화인민공화국 | 1:42.937 |      |
| -    | 류 사오린 샨도르 | 헝가리         |          | YC   |

결승전에서 헝가리의 류 사오린 샨도르가 런쯔웨이를 제치고 간발의 차로 1위로 통과하였으나, 옐로 카드를 부여받고 실격 처리되어 런쯔웨이가 1위, 리원룽이 2위, 류 사오앙이 3위로 순위가 재조정되었다.

## 논란
중화인민공화국 대회의 준결승과 결승전에서 중국 선수에 대한 홈 어드벤티지를 놓고 편파 판정 논란이 있었다. 준결승 1조에서 4바퀴를 남겨둔 인코스 상황에서 대한민국의 황대헌이 중국의 런쯔웨이와 리웬룽을 추월하고 그대로 1위로 마감했는데, 심판진은 비디오 판독 끝에 "접촉을 유발하는 뒤늦은 레인 변경"을 이유로 황대헌 선수를 실격 처리했다. 상위 두 명이 결승에 진출하도록 되어 있었기에, 각각 2위와 3위였던 런쯔웨이와 리웬룽이 결승에 진출하였다.
준결승 2조에서는 대한민국의 이준서가 헝가리의 류 사오앙을 추월하고, 류 사오앙이 다시 추월을 시도하다가 넘어졌다. 이준서는 2위로 들어와 결승에 진출하였으나, 비디오 판독 결과 이준서가 추월 과정에서 레인 변경 반칙을 했다는 이유로 실격 처리했다. 2위인 이준서가 실격되면서 3위인 중국의 우다징이 결승에 진출했고, 헝가리의 류 사오앙 역시 어드밴스드 처리로 구제되어 결승에 진출하였다.
결승전에서는 중국 선수 3명과 중국계 아버지를 둔 헝가리 선수 2명이 맞붙는 진풍경이 연출되었는데, 류 사오린 선수와 런쯔웨이 선수가 결승선 직전까지 다투다 사오린 선수가 1위로 통과하였다. 그러나 심판진은 비디오 판독 결과 사오린에게 페널티 2개를 부여, 옐로카드 선언을 하며 탈락시켰다. 두 페널티에 대해서는 "1) 직선 주로에서의 레인 변경으로 인한 접촉 발생, 2) 결승선 앞에서 팔로 상대를 막은 것"이라 판단했다. 마지막 몸싸움 과정에서 런쯔웨이 선수가 류 사오린 선수를 팔로 잡아당기는 모습이 연출된 점에 대해서는 별다른 판정이 나오지 않았다.
이 같은 판정 논란에 대해 경기 이튿날 윤홍근 대한민국 선수단장은 긴급 기자회견을 열었다. ISU는 공식 홈페이지에 황대헌 선수와 류 사오린 선수로부터의 항의를 받은 것과 관련, 페널티 상세 정보를 게시하였다. 또한 실격에 대한 항의는 관련 규정에 기반해 거절되었으며, 최종 결정을 고수한다고 발표했다.

## 범례
|  | 세계 신기록                  |  |                   | 아프리카 신기록 |                      | Q | 예선 통과 |
|  | 올림픽 신기록                |  | 북아메리카 신기록 | DNS             | 경기를 시작하지 않음 |   |           |
|  |                              |  | 아시아 신기록     | DNF             | 경기를 마치지 않음   |   |           |
|  | 국가 신기록                  |  | 유럽 신기록       | DSQ             | 실격                 |   |           |
|  | 개인 최고 기록 (개인 신기록) |  | 오세아니아 신기록 | WD              | 기권                 |   |           |
|  | 시즌 최고 기록 (시즌 신기록) |  | 남아메리카 신기록 | NM              | 기록 없음            |   |           |

### 쇼트트랙
| ADV | 피반칙으로 다음 라운드 진출 |  |  | QA | 결승전 A (메달 경쟁) |  |  | QB | 결승전 B (메달 없음) |